# 圣博济勒德皮图瓦
圣博济勒德皮图瓦（法語：Saint-Bauzille-de-Putois，法語發音：[sɛ̃ bozil də pytwa]）是法国埃罗省的一个市镇，位于该省东北部，属于洛代沃区。

## 地名
该地名“Saint-Bauzille-de-Putois”发音为[sɛ̃ bozil də pytwa]，人名“Bauzille”的发音为[bozil]而非[bozij]，《世界地名翻译大辞典》与《世界地名译名词典》将其误译作“圣博济耶-德皮图瓦”。

## 地理
圣博济勒德皮图瓦（43°53'43"N, 3°44'11"E）面积18.16 平方千米，位于法国奧克西塔尼大區埃罗省，该省份为法国南部沿海省份，南濒地中海，西南接奥德省，西北接塔恩省和阿韦龙省，东北与加尔省接壤。
与圣博济勒德皮图瓦接壤的市镇（或旧市镇、城区）包括：阿戈内斯、布里萨克、费里耶尔莱韦尔里、拉罗克、蒙图略、穆莱斯和博塞勒。
圣博济勒德皮图瓦的时区为UTC+01:00、UTC+02:00（夏令时）。

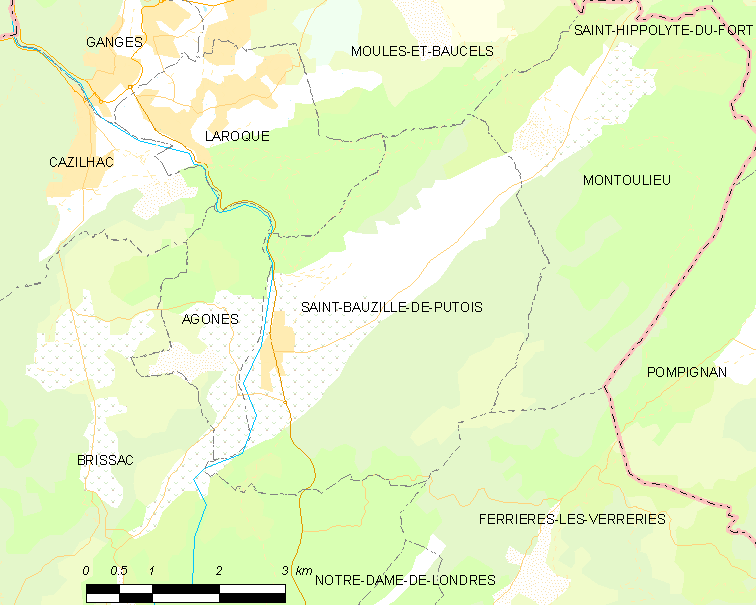
圣博济勒德皮图瓦的OSM定位图

## 行政
圣博济勒德皮图瓦的邮政编码为34190，INSEE市镇编码为34243。

## 政治
圣博济勒德皮图瓦所属的省级选区为洛代沃县。

## 人口

1962-2008年间圣博济勒德皮图瓦人口变化图示

圣博济勒德皮图瓦于2022年1月1日时的人口数量为1839人。